# ماوند سیتی (کانزاس)
ماوند سیتی (به انگلیسی: Mound City) شهری در ایالت کانزاس کشور ایالات متحده آمریکا است که جمعیت آن در سرشماری سال ۲۰۱۰ میلادی، ۶۹۴ نفر بوده‌است.